# Plan d'épargne entreprise
En France, le plan d'épargne entreprise (PEE) est un dispositif d'épargne et d'actionnariat salarié mis en place par une entreprise via un accord avec les partenaires sociaux ou sur décision unilatérale de l'employeur.
Toute entreprise employant au moins un salarié, même à temps partiel, peut mettre en place un PEE.

## Principe de fonctionnement
Les salariés, peuvent effectuer des versements volontaires que leur entreprise peut compléter via un abondement.
Les entreprises de moins de 250 salariés (L 3312-1 et L 3332-2 du code du travail) ont la possibilité de transformer la participation aux bénéfices (intéressement) en PEE. Dans ce cas, il est exonéré d'impôt sur le revenu (dans tous les cas l'intéressement est exonéré de cotisations sociales).

### Types de placements
Les sommes versées (y compris l'abondement) sont investies le plus souvent en fonds commun de placement d'entreprise (FCPE) même si la réglementation permet également d'investir en comptes titres et en SICAV.
Les supports d'investissements sont très variés et le salarié choisit le ou les FCPE sur lequel il souhaite investir son épargne, parmi les versements suivants :
- capital monétaire
- capital obligations
- capital actions
- capital actions de son entreprise
- fonds garantis
- fonds diversifiés

La diversité porte aussi sur l'univers géographique d'investissement : France, zone euro, Europe, Amérique, Asie…
Le choix d'investissement est aussi large qu'auprès d'une banque ; comme il s'agit d'une négociation entre une entreprise et un banquier, les frais sont généralement plus faibles. De toute façon, l'entreprise a obligation de prendre en charge les frais de fonctionnement du plan d’épargne entreprise.

### Actionnariat salarié
L'actionnariat salarié est l'une des sources possibles d'alimentation d'un PEE, lorsque l'entreprise ouvre son capital à ses salariés. Ces derniers peuvent alors bénéficier d'un abondement sous forme d'actions gratuites additionnelles, ainsi que d'une décote sur le prix d'achat des actions. Ces dispositions sont valides même sur des actions non cotées en bourse, depuis la « loi Breton ».
La décote peut être de 20 ou de 30 % ; dans ce dernier cas les actions seront bloquées 10 ans. En 2015, cette décote est totalement exonérée d'impôts et de prélèvements sociaux ; par contre l'abondement, sous forme d'actions gratuites est soumis à la CRDS (0,5 %) et à la CSG (7,5 %).
L'épargne est investie sur un seul titre, ce qui constitue un risque notable, même si la décote et l'abondement sont un sérieux amortisseur en cas de baisse de la valeur de l'action de l'entreprise.
Exemple : un salarié investit 80 pour une action qui vaut 100. Son entreprise abonde de 50 % son versement (net de CSG-CRDS), soit un versement complémentaire de 40. Son investissement vaut donc 140, soit 75 % de performance instantanée. Pour perdre sur son apport personnel, l'action devra donc baisser de plus de 43 %. Certes, c'est toujours possible et il existe quelques cas, mais en général sur 5 ans les actions ont une performance positive[réf. nécessaire].
Pour les salariés soumis à l'impôt de solidarité sur la fortune, il est possible de n'être soumis qu'à 25 % du montant détenu en actions de son entreprise, sous réserve de s'engager à les conserver pendant 6 ans (loi de Finances 2006).

## Fiscalité du PEE

### Conditions de déblocage par anticipation
L'argent est bloqué 5 ans, mais le législateur a prévu de nombreux cas de déblocages anticipés :
- Acquisition ou agrandissement de la résidence principale
- Mariage ou PACS
- Naissance ou adoption du troisième enfant et les suivants
- Divorce ou dissolution du PACS avec au minimum la garde partagée d'un enfant
- Cessation du contrat de travail : démission, licenciement, départ à la retraite
- Décès du bénéficiaire ou de son conjoint (mariage ou PACS)
- Invalidité du bénéficiaire, de ses enfants ou de son conjoint (mariage ou PACS)
- Création ou reprise par le bénéficiaire, ses enfants ou son conjoint d’une entreprise
- Surendettement

Compte tenu de l'abondement, il s'agit là du dispositif d'épargne le plus intéressant pour un salarié. En effet si le salarié investit 100 et que son entreprise lui verse 50, cela donne une performance immédiate de 50 %. La contrainte de blocage est faible en raison des motifs de déblocage anticipé.

### Prélèvements sociaux sur les plus-values
Sous réserve du respect de la période d’indisponibilité (sauf cas de déblocage anticipé), les revenus réinvestis et les plus-values générées par l’ensemble des avoirs détenus dans un plan d’épargne salariale  sont exonérés d’impôt sur le revenu et soumis à la CSG, CRDS et aux prélèvements sociaux en vigueur (15,5 % depuis le 1er juillet 2012).
Ces taux de prélèvements évoluent régulièrement. Ainsi, depuis le 1er janvier 1996, la fiscalité a évolué à neuf reprises. Ainsi, les prélèvements sont calculés selon les taux en vigueur au moment où les plus-values sont générés

### Avantages fiscaux
Il est d'ailleurs possible pour le salarié de conserver son épargne au-delà des 5 ans. Dans ce cas, elle est disponible à tout moment et continue à bénéficier de la fiscalité attractive.
En effet, le cadre fiscal et social est particulièrement intéressant :
- la participation, l'intéressement et l'abondement investis dans le PEE sont exonérés de cotisations sociales et d'impôts sur le revenu,
- Seul l'intéressement et les versements volontaires effectués par les salariés peuvent être abondés par l'entreprise. La participation peut faire l'objet d'un abondement de l'entreprise lorsqu'elle est affectée à un plan d'épargne entreprise ou interentreprise (article 14 de la loi en faveur des revenus du travail - article L 3332-11 du code du travail)
- les versements volontaires effectués par les salariés ne donnent pas droit à une exonération fiscale ou sociale mais les plus-values sont exonérées d'impôt à la sortie (ce qui est beaucoup plus intéressant à long terme où l'effet capitalisation joue à plein)
- la participation, l'intéressement et l'abondement sont soumis aux prélèvements sociaux (CSG et CRDS) au taux de 8 % sur 100 % du montant (depuis octobre 2011)
- les prélèvements sociaux s'appliquent à la sortie. Depuis le 1er juillet 2012, les plus-values sont soumises à un taux de 15,5 %.

En conclusion, il s'agit généralement d'un dispositif d'épargne intéressant pour le salarié et pour l'entreprise qui économise les cotisations sociales.